# Mixiales
Mixiales är en ordning av svampar. Mixiales ingår i klassen Mixiomycetes, divisionen basidiesvampar och riket svampar.
| Mixiales | \| \| Mixiaceae \| \| \| \| |
|          | \| \| Mixiaceae \| \| \| \| |
|          | Mixiaceae                   |
|          |                             |

|  | Mixiaceae |
|  |           |